# Schwarz Rot Gold – Schwarzer Kaffee
Schwarzer Kaffee ist der Titel der 7. Folge der Fernsehserie Schwarz Rot Gold. Sie handelt von der Umgehung des Weltkaffeehandelsabkommens.

## Handlung
Das Weltkaffeehandelsabkommen bestimmt, dass die Bundesrepublik Deutschland Kaffee nur von den Mitgliedsländern dieses Abkommens importieren darf. Dies geschieht zum Schutz der Bauern in diesen Ländern. Kaffee aus Nicht-Mitgliedsländern ist jedoch deutlich billiger, wodurch die Gewinnspannen bei illegalen Importen höher sind.
Kaffee-Großhändler Bissinger hat bereits mehrfach Bußgelder kassiert, weil er gegen Zollvorschriften verstieß. Zollamtmann Zaluskowski ist diese Strafe zu lasch. Er ermittelt gegen Bissinger sowie Gröthemeyer, obwohl das in seiner Behörde auf Ablehnung stößt. Bissinger ist mit zwei größeren Transaktionen beschäftigt: Er verkauft Kaffee aus Ecuador nach Polen mithilfe eines Schweizer Partners. Dazu liefert er leere Kaffeesäcke mit philippinischem Etikett ebenfalls nach Polen, um später den Kaffee aus Ecuador als philippinischen Kaffee wieder einzuführen. Bei der zweiten Transaktion wird Kaffee aus Brasilien nach Paraguay geliefert und von dort aus – als paraguayischer Kaffee deklariert – nach Deutschland importiert. Zaluskowski und seine Männer können die Papiere aus Paraguay als gefälscht identifizieren und ebenfalls seinen Schweizer Partner aufdecken.